# Amphisphaerella erikssonii
Amphisphaerella erikssonii är en svampart som tillhör divisionen sporsäcksvampar, och som beskrevs av Math. Amphisphaerella erikssonii ingår i släktet Amphisphaerella, och familjen Amphisphaeriaceae. Arten är reproducerande i Sverige.